# Oliver Grundmann

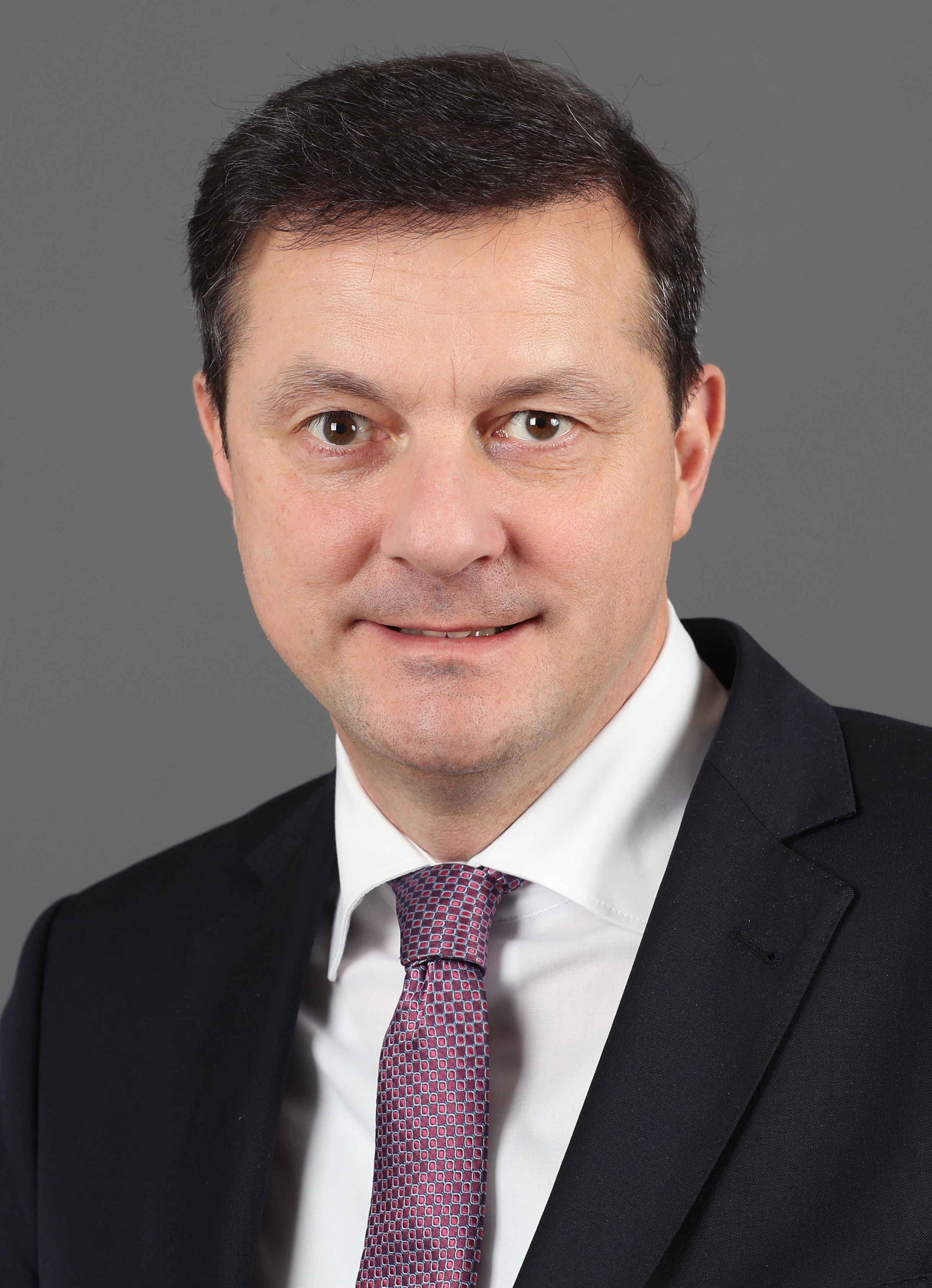
Oliver Grundmann (2020)

Oliver Klaus Grundmann (* 21. August 1971 in Stade) ist ein deutscher Politiker (CDU) und Rechtsanwalt. Er war von 2013 bis 2025 Mitglied des Deutschen Bundestages.

## Leben und Beruf
Nach dem Realschulabschluss 1987 in Stade absolvierte Oliver Grundmann eine Ausbildung zum Chemielaboranten in Buxtehude. 1993 holte er das Abitur nach und machte anschließend eine zweijährige Ausbildung zum Reserveoffizier in Cuxhaven. Ab 1995 studierte er Rechtswissenschaften an der Universität Hamburg und schloss das Studium 2001 mit dem Ersten Staatsexamen ab. 2005 folgte das Zweite Staatsexamen am Oberlandesgericht Celle. Grundmann verfügt über eine Rechtsanwaltszulassung.
Im Jahr 2001 stieg er als Assistent der Geschäftsleitung in eine inhabergeführte mittelständische Unternehmensgruppe im Bereich Umweltdienstleistungen ein. Später folgten Stationen als Justiziar/Rechtsanwalt und Leitender Syndikus im selben Unternehmen. Von 2007 an baute er als Geschäftsführer ein Tochterunternehmen mit dem Schwerpunkt Recycling von carbonfaserverstärkten Kunststoffen auf. Das entwickelte spezielle Recycling-Verfahren für CFK-Kunststoffe wurde 2011 durch den Bundeswirtschaftsminister mit dem Deutschen Rohstoffeffizienzpreis ausgezeichnet und erhielt die Auszeichnung „Ort im Land der Ideen 2012“. Seit 2025 ist Grundmann für die Wirtschaftskanzlei Dentons als Berater im Bereich Energie und Infrastruktur tätig.
Oliver Grundmann ist evangelisch, verheiratet und hat drei Kinder.

## Politik

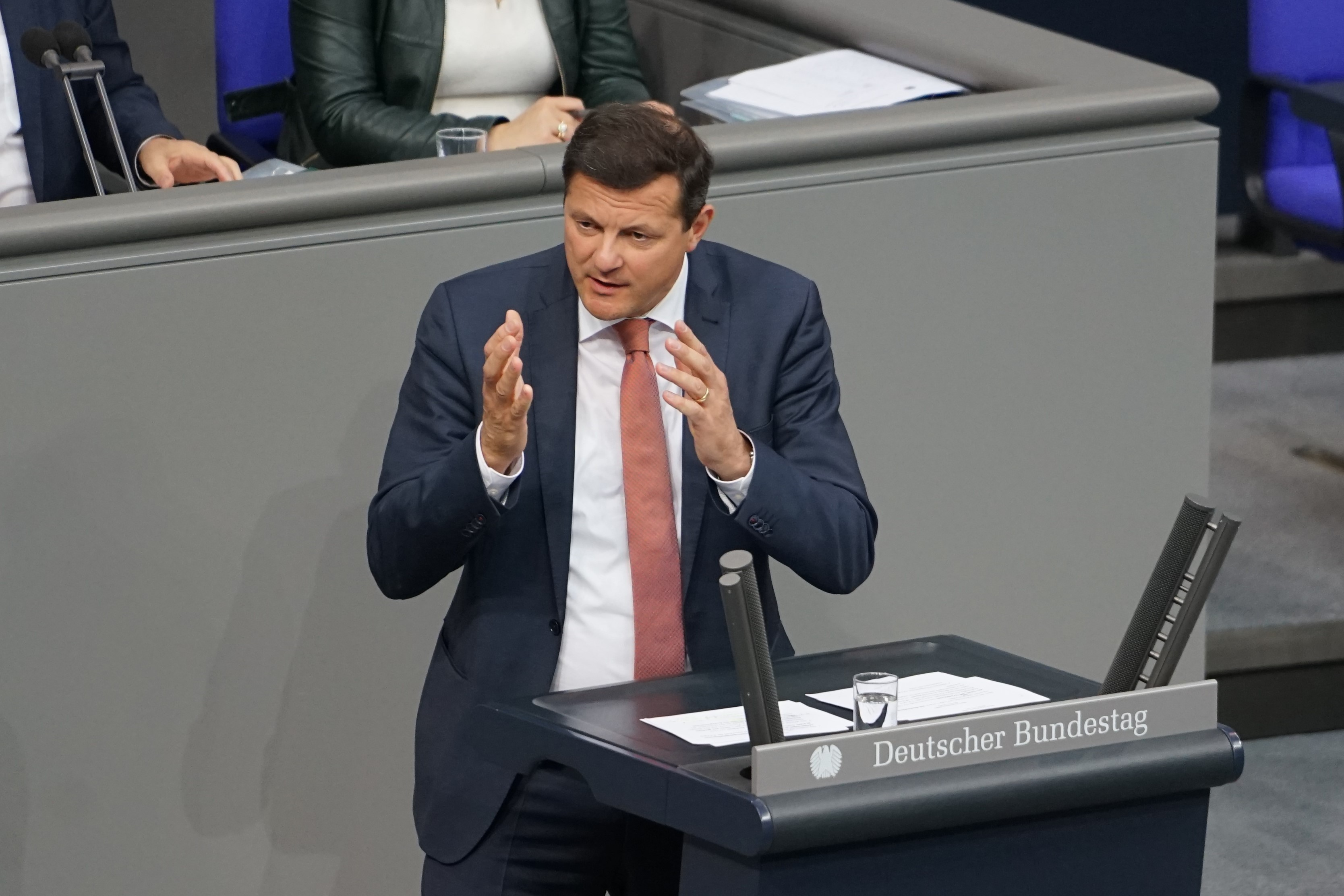
Oliver Grundmann im Deutschen Bundestag (2019)

1987 trat Grundmann in die Junge Union und die CDU ein. Von 1995 bis 2003 war er Bezirksvorsitzender der Jungen Union Elbe-Weser. Von 2003 bis 2019 war er Vorsitzender des CDU-Stadtverbandes Stade und wurde im Anschluss zu dessen Ehrenvorsitzenden gewählt.
1996 zog Grundmann in den Stadtrat von Stade ein und war von 2011 bis 2016 stellvertretender Bürgermeister der Hansestadt Stade. 2001 wurde er im Landkreis Stade in den Kreistag gewählt und ist dort stellvertretender Vorsitzender der CDU-Kreistagsfraktion und Vorsitzender des Regionalplanungs- und Umweltausschusses. Im März 2025 legte er sein Mandat im Stader Kreistag nieder.

### Deutscher Bundestag (2013–2025)
Bei der Bundestagswahl 2013 zog Grundmann im Bundestagswahlkreis Stade I – Rotenburg II mit 47,6 Prozent erstmals direkt in den Bundestag ein. Bei der Bundestagswahl 2017 und der Bundestagswahl 2021 wurde er als Direktkandidat wiedergewählt. Zur Bundestagswahl 2025 trat er nicht wieder an.
Im Deutschen Bundestag war Grundmann ordentliches Mitglied im Ausschuss für Umwelt, Naturschutz und nukleare Sicherheit und dort Berichterstatter für die Themen Umwelt und Verkehr sowie Technik im Verkehr. In diesem Zusammenhang setzt er sich unter anderem für die Förderung von alternativen Kraftstoffen, wie LNG, Wasserstoff oder E-Fuels ein. Zudem war er stellvertretendes Mitglied im Ausschuss für Wirtschaft und Energie sowie im Verteidigungsausschuss und im Wahlprüfungsausschuss.
Im Februar 2018 wurde Grundmann zum Vorsitzenden des Arbeitskreises Küste der CDU/CSU-Fraktion im Deutschen Bundestag gewählt. Der Arbeitskreis vertritt die Interessen der fünf norddeutschen Bundesländer innerhalb der Fraktion.
Als Umwelt- und Klimapolitiker seiner Fraktion war Grundmann Teil der deutschen Delegation bei den UN-Klimakonferenzen in Bonn 2017, Katowice 2018 und Madrid 2019.